# Jufferkraanvogel
De jufferkraanvogel ook wel kortweg jufferkraan (Grus virgo) is een vogel uit de familie van de kraanvogels (Gruidae). De wetenschappelijke naam van de soort werd in 1758 als Ardea virgo gepubliceerd door Carl Linnaeus. De soort broedt in Centraal-Eurazië en overwintert in Afrika en India. De totale populatie wordt geschat op 230.000 tot 280.000 volwassen exemplaren.

## Kenmerken
De jufferkraanvogel is met zijn 85 tot 100 centimeter de kleinste van de kraanvogels.
Hij heeft een grijs verenkleed, met achteraan afhangende grijze pluimen met zwarte punten. De nek is zwart en wit, met meer zwart dan bij de kraanvogel, en afhangende zwarte veren op de borst. Zijn gewicht varieert tussen de 2 tot 3 kilogram.
Tijdens de vlucht en de paartijd produceert hij hoge, raspende geluiden.

## Verspreiding en trek
De jufferkraanvogel broedt op de steppen van Oost-Europa en Azië, in een langgerekte band van Zuid-Oekraïne tot Mongolië en het noordoosten van China. Daarnaast zijn er in Oost-Turkije en in Marokko nog kleine populaties, waarover weinig bekend is.
Na het broedseizoen verzamelen de jufferkraanvogels zich vanaf eind augustus en september in groepen tot wel 400 exemplaren om gezamenlijk naar hun winterverblijf te trekken, waar ze zich samenvoegen met andere groepen tot enorme kolonies. In maart en april gaan ze weer terug naar de noordelijker gelegen broedgebieden. De vogels van de westelijke broedplaatsen overwinteren in Afrika (met name Soedan), terwijl hun soortgenoten van de Aziatische steppen in India en Pakistan neerstrijken. Deze route voert over de Himalaya en is daardoor een van de zwaarste migraties onder vogels. Veel dieren sterven onderweg door uitputting of worden slachtoffer van roofvogels.

## Habitat
De jufferkraanvogel leeft in grassteppen met aangrenzende moerassen en drassige gebieden.
Tijdens het broedseizoen hebben ze graag wat ruimte om zich heen en zoeken een broedplaats in de buurt van water. Ze nemen graag een bad. Ze voeden zich met diverse granen en ongewervelde dieren.

## Nakomelingen
Het legsel, in een holte bij het water, bestaat uit twee roodgestippelde, grijze of beige eieren, die in 27-29 dagen voornamelijk door het vrouwtje worden uitgebroed. De actieve, donzige jongen kunnen na 55-56 dagen vliegen.

## Cultuur
In de talen van Noord-India en Pakistan staat de jufferkraanvogel bekend als koonj. In de literatuur en poëzie van de regio neemt de vogel een prominente plaats in. Zo worden mooie vrouwen vaak met de koonj vergeleken en dit geldt ook voor mensen die een lange of gevaarlijke reis ondernomen hebben. De naam koonj is afgeleid van kraunch in het Sanskriet, waarin we het Nederlandse woord kraanvogel herkennen (het zijn cognaten).

## Externe link

Een Jufferkraanvogel in Vogelpark Avifauna